# Brauerei Jacob Stauder
Die Jacob Stauder GmbH & Co. KG (Eigenbezeichnung: Privatbrauerei Jacob Stauder GmbH & Co. KG) ist eine Brauerei im Essener Stadtteil Altenessen.

## Geschichte

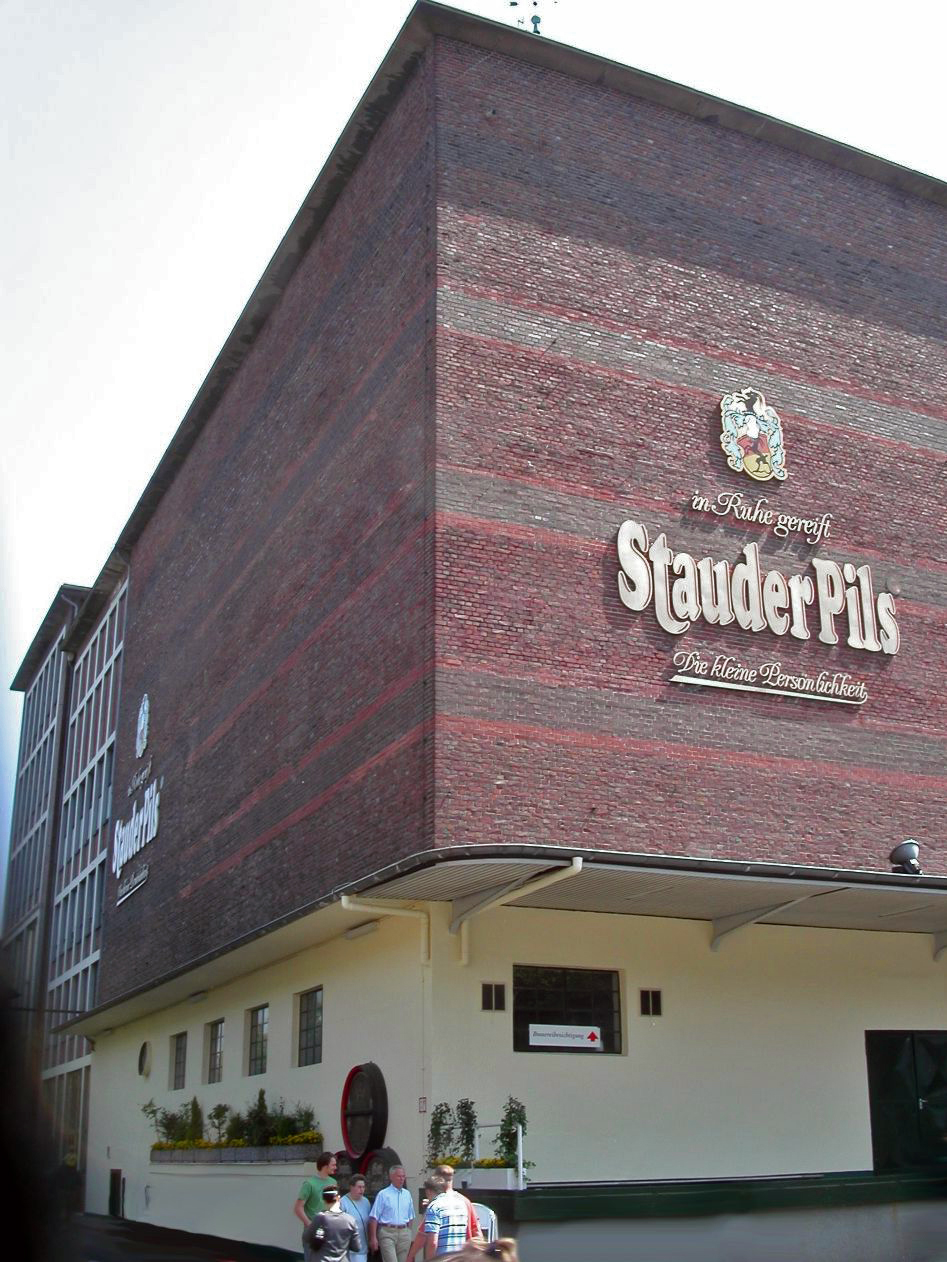
Hauptgebäude der Brauerei Stauder

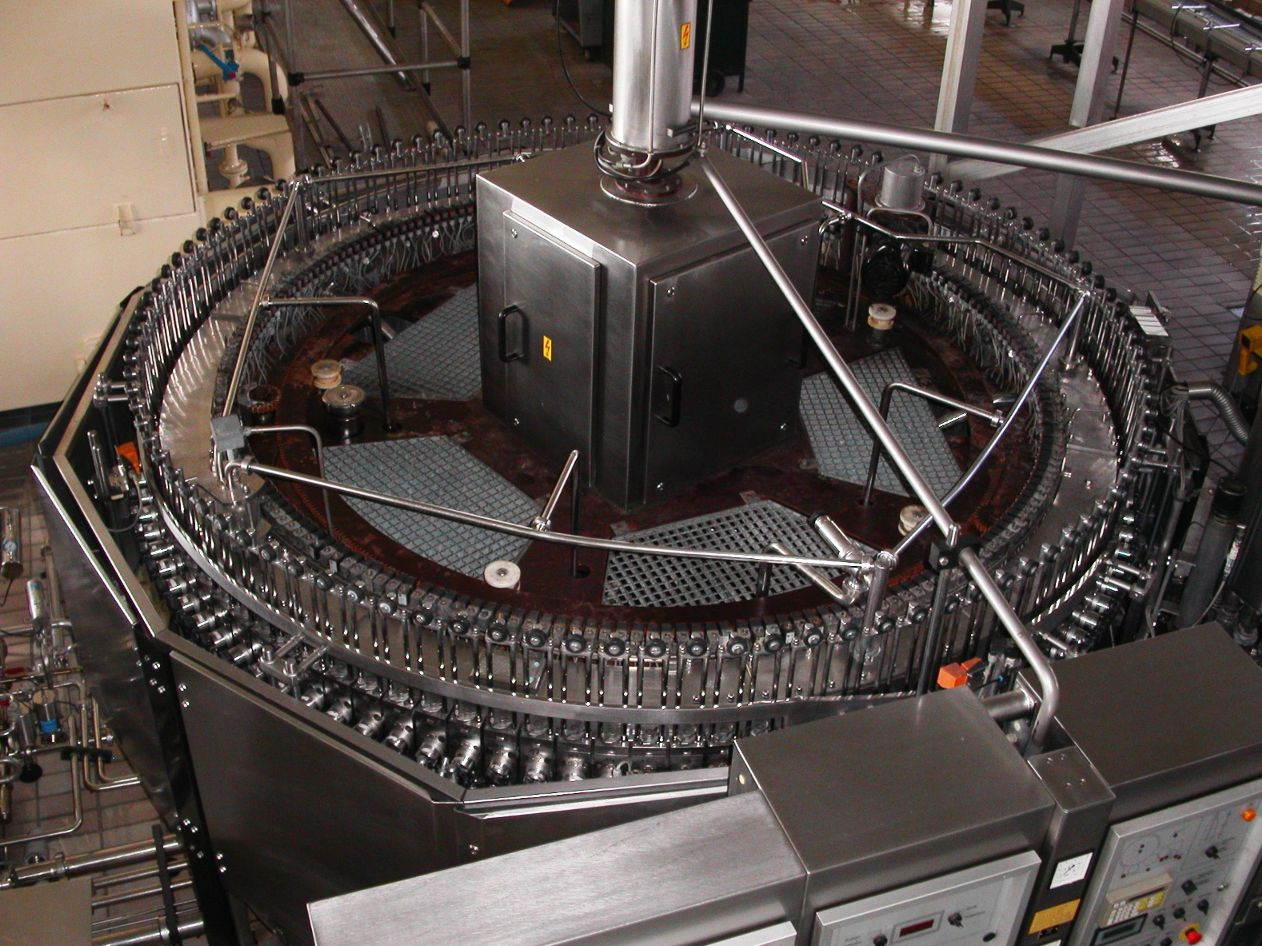
Flaschenfüller: rund 40.000 Flaschen pro Stunde, 108 Füllstellen, 13 Tonnen Gewicht

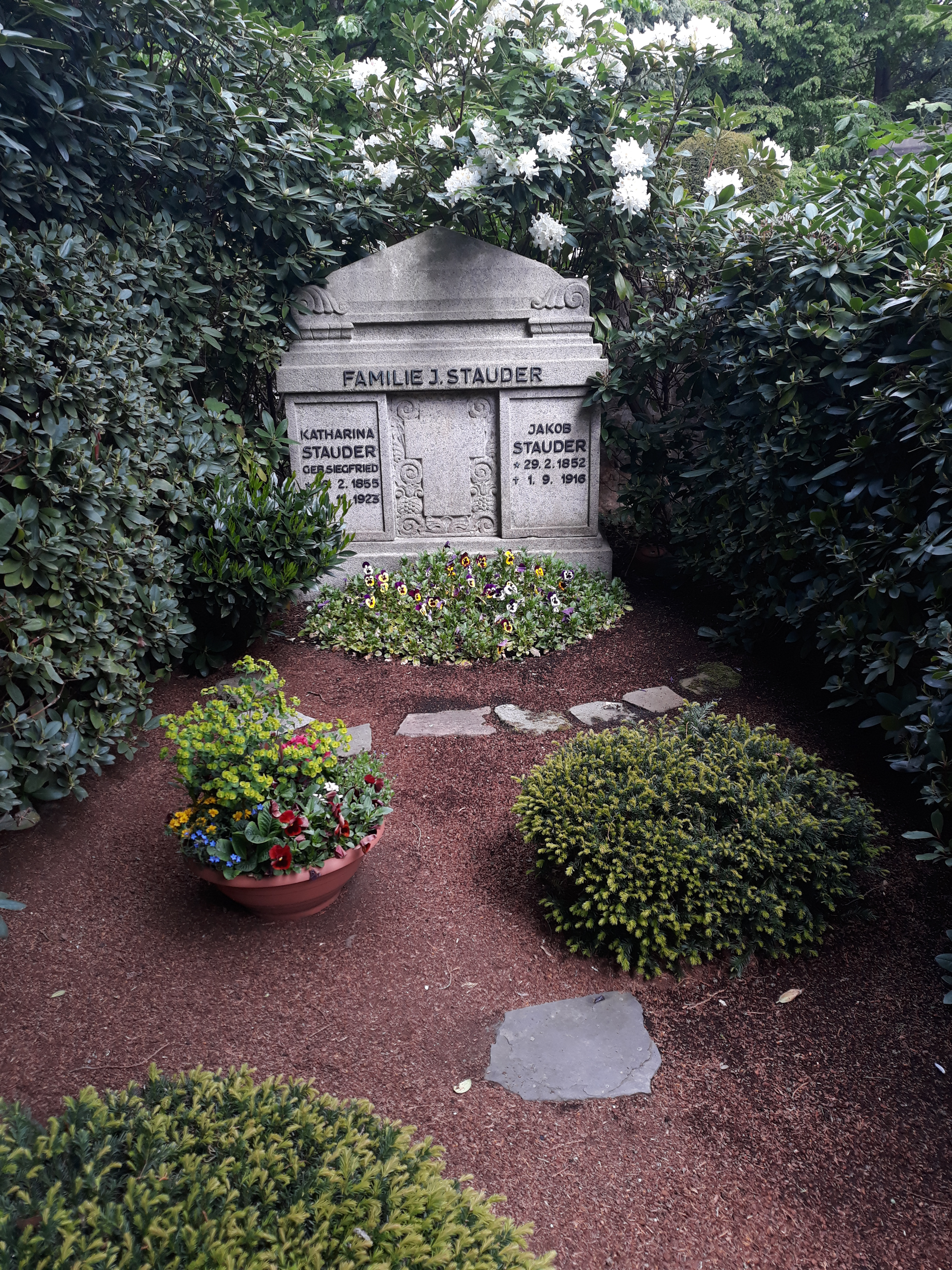
Grab von Jacob Stauder und seiner Ehefrau Katharina auf dem Ostfriedhof Essen

Die Brauerei wurde durch den aus Laub in Unterfranken stammenden Bierbrauergesellen und Fassbinder Theodor Stauder gegründet, der 1867 die Hausbrauerei Schlicker im damals noch ländlichen, aber bereits industriell aufstrebenden Essen übernahm und zunächst untergäriges Bier braute. 1888 verlagerte Jacob Stauder die Brauerei nach Altenessen und ließ sie unter seinem Namen in das Königlich Preußische Firmenregister eintragen. Während des Ersten Weltkrieges, im Winter 1916/1917, erbte Caspar Stauder das Geschäft, der es auch durch die Weltwirtschaftskrise führte.

Darauf folgte sein Sohn Hans-Jacob Stauder, der die Brauerei durch die Wirren des Zweiten Weltkrieges brachte. Zum hundertjährigen Bestehen 1967 führte er wiederum seine Söhne Claus und Rolf Stauder ins Geschäft ein.

## Heutiges Unternehmen
Seit 1. Januar 2005 wird das Unternehmen von den Cousins Axel und Thomas Stauder in der sechsten Generation geführt. Axel Stauder studierte Brauwesen und Getränketechnologie an der Technischen Universität Weihenstephan. Er erwarb danach einen MBA in Spanien, wobei er fünf Jahre in Barcelona verbrachte. Thomas Stauder studierte Marketing und Finanzwirtschaft in Münster. Er ist promovierter Betriebswirt.

### Produkte
Zu den heutigen Marken und Produkten der Brauerei zählen Stauder Pils, Stauder Ruhrtyp Hell (seit 2014), Stauder alkoholfrei, Tut Gut Malz, Borbecker Helles Dampfbier, Borbecker Salonbier, Stauder Radler (seit 2007), die alkoholfreie Stauder Fassbrause Zitrone (seit 2011) und Stauder Fassbrause Apfel-Rhabarber (seit 2013). Stauder Spezial wurde bis zum 31. Januar 2014 hergestellt.
Zum 150-jährigen Firmenjubiläum wird seit Anfang 2017 das Jubiläumsbier Jacob, ein dunkles, stärker eingebrautes Bier mit 5,6 Prozent Alkohol vertrieben. Seit April 2018 ist das Bierchen genannte Helle auf dem Markt, leicht naturtrüb mit 4,5 Prozent Alkohol.